# 厄利群島
厄利群島（英語：Early Islands），是南極洲的群島，位於埃爾斯沃思地，處於科斯格羅夫冰架以西的費雷羅灣東南部，美國地質調查局根據測量和該國海軍的空中照片繪入地圖，現時由南極條約體系管理。